# شهرستان کارتر (میزوری)
شهرستان کارتر، میزوری (به انگلیسی: Carter County, Missouri) یک سکونتگاه مسکونی در ایالات متحده آمریکا است که در میزوری واقع شده‌است.